# Conseil des arts de Grande-Bretagne
 (octobre 2024).
Le Conseil des arts de Grande-Bretagne (en anglais Arts Council of Great Britain) était un organisme public non ministériel destiné à la promotion des beaux-arts en Grande-Bretagne. Il a été scindé en 1994 pour former l'Arts Council of England (aujourd'hui Arts Council England), le Scottish Arts Council (plus tard fusionné avec Creative Scotland) et l'Arts Council of Wales. Au même moment, la Loterie nationale a été créée et ces trois conseils des arts, ainsi que le Conseil des arts d'Irlande du Nord, sont devenus des organismes de distribution[pas clair].

## Histoire

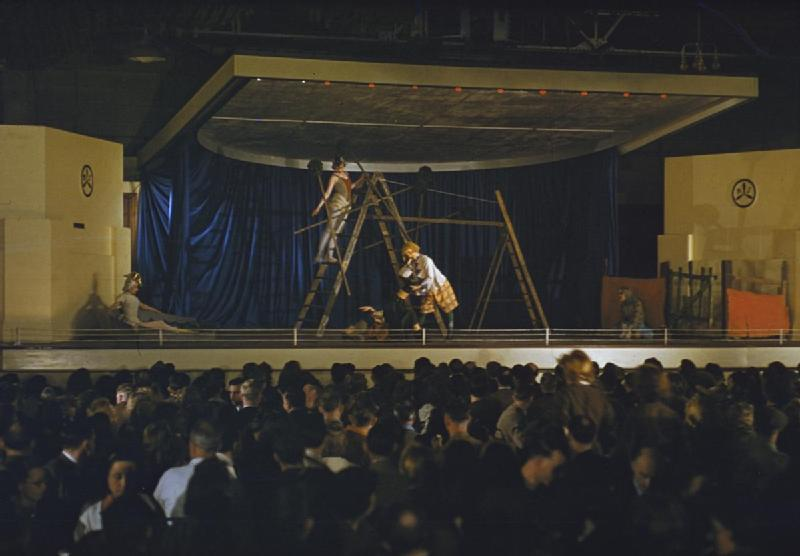
Des danseurs du Ballet Rambert sous les auspices du CEMA interprètent Pierre et le loup dans une usine d'avions des Midlands pendant la Seconde Guerre mondiale

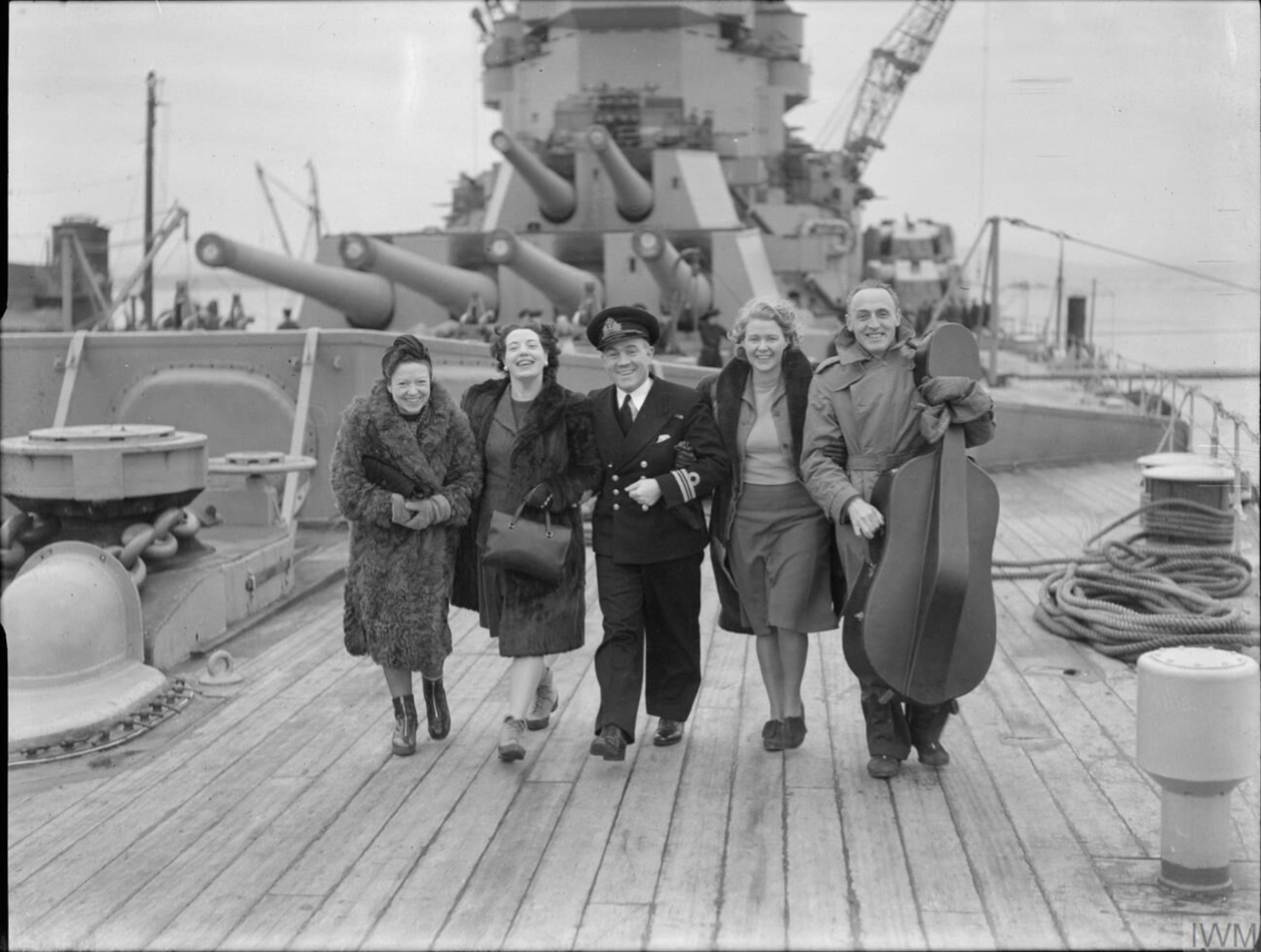
Des artistes du CEMA et un officier de la Royal Navy à bord du pendant la Seconde Guerre mondiale

En janvier 1940, pendant la Seconde Guerre mondiale, le Conseil pour l'encouragement de la musique et des arts (CEMA), a été créé pour contribuer à la promotion et au maintien de la culture britannique. Présidé par Lord De La Warr, Secrétaire d'État à l'Éducation, le conseil était financé par le gouvernement et a été rebaptisé après la guerre Conseil des arts de Grande-Bretagne. Regiald Jacques est nommé directeur musical, Sir Henry Walford Davies et George Dyson étant également impliqués. John Denison prend la relève après la guerre.
Une charte royale a été accordée le 9 août 1946, suivie d'une autre en 1967. Cette dernière prévoyait que les fonctions en Écosse et au Pays de Galles seraient exercées par deux comités appelés Scottish and Welsh Arts Councils - la base des futurs Scottish Arts Council et Arts Council of Wales.
Le premier président du conseil était John Maynard Keynes, qui a usé de son influence au sein du gouvernement pour obtenir un niveau élevé de financement malgré les difficultés financières de la Grande-Bretagne après la guerre. La majorité de ces fonds étaient destinés à des organisations avec lesquelles Keynes entretenait des liens étroits, comme le Royal Opera House, et étaient limités au Central London. Keynes a usé de son influence politique pour faire en sorte que le Conseil des arts dépende directement du Trésor et non d'un ministre des arts ou du ministère de l'éducation, comme c'était le cas pour le CEMA, établissant ainsi le principe d'une relation "sans lien de dépendance" entre la politique artistique britannique et le gouvernement de l'époque.
Après la mort de Keynes en avril 1946, le financement du gouvernement a été réduit, mais le Conseil des arts a été largement reconnu pour sa contribution au Festival of Britain grâce au nouveau président Kenneth Clark. Les œuvres d'art commandées par le Conseil pour le festival ont été conservées pour former la base de la collection du Conseil des arts. Le Conseil des arts a commandé 12 sculpteurs et 60 peintres, qui ont réalisé des peintures de grande taille, 114 par 152 centimètres (45 par 60 pouces) ou plus, destinées à être exposées lors du festival. Les œuvres devaient être offertes aux nouveaux hôpitaux, bibliothèques, écoles et centres de santé créés après la guerre. Cinq prix en espèces ont été décernés : Apocalyptic Figure de Robert Adams, The Island d'Elinor Bellingham-Smith, Interior near Paddington de Lucian Freud, Paysage d'automne de William Gear et Figure and Still Life de Robert MacBryde.
Sous le gouvernement d'Harold Wilson, de 1964 à 1970, l'Arts Council a connu un âge d'or grâce aux relations étroites entre le président Arnold Goodman et la ministre des arts Jennie Lee. Au cours de cette période, le Conseil a mis en place un réseau d'organisations artistiques à travers le pays, en tant qu'organisations clientes régulières, ainsi qu'un programme d'expositions et de spectacles itinérants. Pour soutenir les responsabilités du conseil en matière d'arts visuels, il a ouvert la Hayward Gallery dans la zone South Bank de Londres en 1968 pour abriter ses principales expositions et la base de la Arts Council Collection. Depuis 1987, la galerie est gérée de manière indépendante par le South Bank Centre. En 2003, les sculptures de la collection ont été transférées dans le Yorkshire.
Au cours des années 1970 et 1980, le Conseil des arts a été attaqué pour son caractère élitiste et sa partialité politique, en particulier par Norman Tebbit, éminent ministre du parti conservateur. La subvention du gouvernement au conseil a été plafonnée, ce qui a entraîné une réduction du financement en termes réels, bien que l'on ait fait valoir que tout manque à gagner serait compensé par un parrainage accru du secteur privé. Le secrétaire général de 1975 à 1983, Roy Shaw, le dernier secrétaire général à avoir été anobli, a été confronté à la tâche difficile de concilier les besoins des organisations artistiques et les restrictions financières. William Rees-Mogg, nommé président pour des raisons politiques, proposa de réduire les responsabilités du Conseil. Cela a conduit à une série d'affrontements avec des personnalités du monde artistique telles que Peter Hall, qui a démissionné du conseil en signe de protestation. En 1987, la restructuration inspirée par Rees-Mogg réduit de moitié le nombre d'organisations recevant des fonds du Conseil des arts. Au cours de la même période, l'Arts Council a commencé à encourager un plus grand nombre d'entreprises à parrainer les arts.
Le 1er avril 1994, il a été remplacé par le Conseil des arts d'Angleterre, le Conseil des arts d'Écosse et le Conseil des arts du Pays de Galles, chacun doté d'une nouvelle charte royale ; le Conseil des arts d'Irlande du Nord existait déjà en tant qu'organisme distinct. Le Conseil des arts d'Irlande du Nord existait déjà en tant qu'organisme distinct. Au même moment, la Loterie nationale a été créée et le Conseil des arts d'Angleterre est devenu l'un des organismes de distribution. Pendant la première année qui a suivi le changement d'organisation, le Conseil des arts d'Angleterre a suivi les plans définitifs du Conseil des arts de Grande-Bretagne.